# Pilton (Rutland)
Pour les articles homonymes, voir Pilton.
Pilton est un village et une paroisse civile du Rutland, en Angleterre.